# Ройзман, Оуэн
Оуэн Ройзман (англ. Owen Roizman; 22 сентября 1936, Бруклин, Нью-Йорк — 6 января 2023, Лос-Анджелес, Калифорния) — американский кинооператор.

## Биография
Родился 22 сентября 1936 года в Бруклине, США. Карьеру кинооператора начал на съёмках фильма Stop, вышедшего в 1970 году. Известен по фильмам «Изгоняющий дьявола» режиссёра Уильяма Фридкина, «Телесеть» Сидни Люмета, «Тутси» Сидни Поллака и «Семейка Аддамс» режиссёра Барри Зонненфельда. 11 ноября 2017 года получил премию «Оскар» за выдающиеся заслуги в кинематографе.
Член Американского общества кинооператоров. Был его президентом в 1997 году.
Скончался 6 января 2023 года.

## Избранная фильмография
- 1971 — Французский связной / The French Connection (реж. Уильям Фридкин)
- 1971 — Банда, не умевшая стрелять / The Gang That Couldn’t Shoot Straight (реж. Джеймс Голдстоун)
- 1972 — Сыграй ещё раз, Сэм / Play It Again, Sam (реж. Герберт Росс)
- 1972 — Разбивающий сердца / The Heartbreak Kid (реж. Илэйн Мэй)
- 1973 — Изгоняющий дьявола / The Exorcist (реж. Уильям Фридкин)
- 1975 — Степфордские жёны / The Stepford Wives (реж. Брайан Форбс)
- 1975 — Три дня Кондора / Three Days of the Condor (реж. Сидни Поллак)
- 1976 — Возвращение человека по имени Лошадь / The Return of a Man Called Horse (реж. Ирвин Кершнер)
- 1976 — Телесеть / Network (реж. Сидни Люмет)
- 1977 — Испытательный срок / Straight Time (реж. Улу Гросбард)
- 1978 — Оркестр клуба одиноких сердец сержанта Пеппера / Sgt. Pepper’s Lonely Hearts Club Band (реж. Майкл Шульц)
- 1979 — Электрический всадник / The Electric Horseman (реж. Сидни Поллак)
- 1981 — Тайны исповеди / True Confessions (реж. Улу Гросбард)
- 1981 — Без злого умысла / Absence of Malice (реж. Сидни Поллак)
- 1981 — Отбой / Taps (реж. Харолд Беккер)
- 1982 — Тутси / Tootsie (реж. Сидни Поллак)
- 1990 — Я люблю тебя до смерти / I Love You To Death (реж. Лоуренс Кэздан)
- 1990 — Гавана / Havana (реж. Сидни Поллак)
- 1991 — Семейка Аддамс / The Addams Family (реж. Барри Зонненфельд)
- 1991 — Большой каньон / Grand Canyon (реж. Лоуренс Кэздан)
- 1994 — Уайетт Эрп / Wyatt Earp (реж. Лоуренс Кэздан)
- 1995 — Французский поцелуй / French Kiss (реж. Лоуренс Кэздан)

## Награды и номинации
- Премия «Оскар» за лучшую операторскую работу
  - номинировался в 1972 году за фильм «Французский связной»[9]
  - номинировался в 1974 году за фильм «Изгоняющий дьявола»[10]
  - номинировался в 1977 году за фильм «Телесеть»[11]
  - номинировался в 1983 году за фильм «Тутси»[12]
  - номинировался в 1995 году за фильм «Уайетт Эрп»[13]

- Лауреат премии Американского общества кинооператоров в 1997 году за жизненные достижения[14]

- Лауреат премии Международного фестиваля искусства кинооператоров «Camerimage» в 2001 году за жизненные достижения[15]